# Mode Gakuen Cocoon Tower
La Mode Gakuen Cocoon Tower (anche solo semplicemente Cocoon Tower) è un grattacielo situato nel quartiere finanziario di Nishi-Shinjuku, Tokyo, in Giappone. Progettato dall'architetto giapponese Kenzō Tange prima che morisse nel 2005, venne realizzato dal suo studio, la Kenzo Associates, tra il maggio 2006 e l'ottobre 2008. È stato premiato nel 2008 con l'Emporis Skyscraper Award come miglior grattacielo dell'anno.  
Alto 203 metri, è costituito da 50 piani al cui interno trovano spazio tre scuole per circa 10.000 studenti, una di moda (la Tokyo Mode Gakuen), una di design (la HAL Tokyo and Shuto Ikō) e una di medicina. Per questo risulta essere il secondo edificio per altezza dedicato esclusivamente allo studio dopo quello dell'Università statale di Mosca e il diciassettesimo più alto di Tokyo.
Esternamente appare attorcigliato da tubi in alluminio bianchi (curtain wall) che salgono in diagonale che, per via della forma un po' spanciata, gli donano la sua caratteristica forma a bozzolo. L'intenzione vuole proprio essere che sia un luogo accogliente che crei ispirazione e crescita per chi vi studia.
A ogni piano vi sono tre aule curvilinee che guardano verso il centro dove si trova il pilone che sostiene l'ascensore e le scale.